# Freddy Carter
Frederick James Carter (* 27. ledna 1993 Plymouth) je anglický herec a režisér. Jeho nejvýznamnější rolí je postava Kaz Brekkera ve fantasy seriálu Světlo a stíny (2021–2023) společnosti Netflix. Mezi jeho prvními rolemi byla postava Petera „Pin“ Hawthorna v seriálu Free Rein (2017–2019), natočený také společností Netflix.

## Mládí a vzdělávání
Carter se narodil 27. ledna 1993 v Plymouthu v Devonu a vyrůstal převážně v Somersetu. Jelikož jeho otec sloužil v armádě, musel se v dětství často stěhovat. Má dva starší bratry, nejstarší Tom Austen je také herec. Všichni tři studovali na Queen's College v Tauntonu. Když mu bylo 16 let, měl možnost v Londýně vidět inscenaci divadelní hry Jeruzalém s Markem Rylancem v hlavní roli, která ho inspirovala ke studiu herectví na Oxford School of Drama a kterou absolvoval v roce 2015.

## Kariéra
Po dokončení studia vystupoval v divadle Rose Theatre Kingston v adaptaci The Wars of the Roses režiséra Trevora Nunna. Na plátně se poprvé objevil v roli vojáka ve filmu Wonder Woman z roku 2017 společnosti DC Comics. Ve stejném roce získal svou první hlavní roli – postavu Petera „Pina“ Hawthorna v seriálu Free Rein na Netflixu. Tuto roli hrál také ve vánočních a valentýnských speciálech. Dále v roce 2018 vystoupil jako Alexander Flint ve scénické inscenaci Agnes Colander od Harley Granville-Barkerové. Dále hrál Ellis v hororovém filmu The Convent z roku 2018.
V roce 2019 napsal a režíroval svůj první krátký film No. 89. Také získal hlavní roli v minisérii 15 Days společnosti Channel 5 a opakující se roli Jasona Rippera v americkém seriálu Pennyworth společnosti DC Comics.
V říjnu 2019 bylo oznámeno, že ztvární postavu Kaz Brekkera v seriálu společnosti Netflix Světlo a stíny, adaptaci fantasy knižní série The Grisha Trilogy a The Six of Crows Duology od spisovatelky Leigh Bardugo. Po dvou úspěšných sezónách bylo společnosti Netflix natáčení této série pozastaveno. Příznivci série vedou kampaň za opětovné natáčení, přičemž získali více než 200 000 podpisů požadujících nové natáčení.
Od roku 2023 hraje studenta chirurgie Gideona Fletchera v adaptaci The Doll Factory od Elizabeth Macnealové, natáčené společností Paramount+. V roce 2024 se objevil v minisérii Masters of the Air společnosti Apple TV+.

## Osobní život
Freddy Carter se 3. prosince 2022 oženil s Caroline Fordovou, se kterou se setkal při natáčení seriálu Free Rein. V partnerském vztahu byli od roku 2018. Jeho koníčkem je fotografování.

## Filmografie
| Rok  | Titul                                     | Role                  | Poznámky             |
| ---- | ----------------------------------------- | --------------------- | -------------------- |
| 2017 | Wonder Woman                              | Voják                 |                      |
| 2018 | The Convent (2018 film)                   | Ellis                 |                      |
| 2018 | Free Rein: The Twelve Neighs of Christmas | Peter „Pin“ Hawthorne | Film od Netflixu     |
| 2019 | Free Rein: Valentine’s Day                | Peter „Pin“ Hawthorne | Film od Netflixu     |
| 2019 | No. 89                                    |                       | Režisér a spisovatel |
| 2022 | American Carnage                          | Scott                 |                      |

| Rok       | Titul              | Role                   | Poznámky               |
| --------- | ------------------ | ---------------------- | ---------------------- |
| 2017–2019 | Free Rein          | Peter „Pin“ Hawthorne  | Hlavní role            |
| 2019      | 15 dní             | Tome                   | Minisérie; hlavní role |
| 2019      | Pennyworth         | Jason Ripper           | 3 epizody              |
| 2021–2023 | Světlo a stíny     | Kaz Brekker            | Hlavní role            |
| 2023      | The Doll Factory   | Gideon Fletcher        | Hlavní role            |
| 2023      | Death in Paradise  | Benjamin Stableforth   | Hlavní role            |
| 2024      | Masters of the Air | Poručík David Friedkin | Minisérie              |

## Divadlo
| Rok  | Titul                 | Role           | Poznámky                                                |
| ---- | --------------------- | -------------- | ------------------------------------------------------- |
| 2015 | The Wars of the Roses | Společnost     | Rose Theatre Kingston                                   |
| 2016 | Bouře                 | Ferdinanda     | Great Yarmouth Hippodrome, Norfolk and Norwich Festival |
| 2018 | Agnes Colanderová     | Alexandr Flint | Ustinov Studio, Theatre Royal, Bath                     |